# فيرغسون فيندلي
فيرغسون فيندلي (بالإنجليزية: Ferguson Findley)‏ (1910، بنسيلفانيا في الولايات المتحدة - 1963)؛ روائي أمريكي.

## روابط خارجية
- فيرغسون فيندلي على موقع IMDb (الإنجليزية)
- فيرغسون فيندلي على موقع قاعدة بيانات الفيلم (الإنجليزية)